# 本町さくら公園
本町さくら公園（ほんまちさくらこうえん）は、東京都渋谷区本町にある区立公園である。
園内には桜、芝生の広場などがある。

## 概要
2002年に、渋谷区制施行70周年を記念して整備された。